# アラクス
株式会社アラクス（英称：ARAX Co., Ltd.）は、日本の医薬品製造メーカー。本社は愛知県名古屋市中区。工場は愛知県稲沢市日下部花ノ木町1番地（なお、工場は所在地が稲沢市にあるが「清洲工場」と呼ばれている）。

## 概要
1853年（嘉永6年）創業。創業当初は「鎰長」（いっちょう）という名前であったが、1917年（大正6年）に「荒川長太郎合名会社」と社名を変更した。1990年（平成2年）7月5日に同合名会社から独立して新会社として設立された。社名は荒川長太郎合名会社の「ARA」（荒）と未知への挑戦を意味する「X」を合成した造語で、同合名会社とニチエー（名古屋市・連結子会社）、シーエス薬品（現・アルフレッサ）の各社が出資した。
同社では看板商品の頭痛薬「ノーシン」シリーズを中心に妊娠検査薬（チェックワン）、便秘薬（カイベールC）を主力商品としたセルフメディケーション（家庭用医薬品）商品を展開している。
テレビ番組での提供クレジットは、株式会社アラクスが設立された1990年（平成2年）7月以降は「アラクス（現在は「ARAX」のロゴマーク）」で、それ以前は「ノーシン」又は「荒川長太郎合名会社」だった。

## 製品一覧
- ノーシン（解熱鎮痛薬）【指定第2類医薬品】
  - ノーシンアイ（解熱鎮痛薬）【指定第2類医薬品】
  - ノーシンホワイト（解熱鎮痛薬）【指定第2類医薬品】
  - ノーシンピュア（解熱鎮痛薬）【指定第2類医薬品】
  - ノーシンエフ（解熱鎮痛薬）【指定第2類医薬品】
- ハイタミン錠（解熱鎮痛薬）【指定第2類医薬品】 - アセトアミノフェン・エテンザミド・カフェイン水和物を配合し、特に歯痛向けに特化したもの。
- チェックワン（検査薬）
  - チェックワン【第2類医薬品】 - 妊娠検査薬
  - チェックワンLH・II排卵日予測検査薬【第1類医薬品】 - 2017年1月にこれまで【医療用体外診断用医薬品】として発売されていた「チェックワンLH・II」を一般用検査薬としてリニューアル。
  - チェックワンLHデジタルスマイル【第1類医薬品】 - 2020年8月発売。排卵日予測検査薬で日本国内初となるデジタル表示式タイプ。チェックスティックをリーダーに差し込んで使用する。
- カイベールC（便秘薬）【指定第2類医薬品】
- セイドーA（下痢止め薬）【第2類医薬品】 - フィルムコーティングを施した錠剤タイプ。
- カフェクール500（眠気防止薬）【第3類医薬品】 - 2016年8月に従来の「カフェクール200」を改良。無水カフェインの1日の含有量を500mgに増量し、1日3回服用型に変更した。
- PITTA MASK（ピッタ・マスク） - 2013年12月発売。化粧用パフにも用いられているポリウレタンをベースとした新素材を立体網目構造で作った花粉用マスク。洗って繰り返し（5回まで）の使用が可能で、花粉捕集率もキープする。当初はレギュラーサイズのみだったが、2014年10月に約10%小型化した小さめサイズ「PITTA MASK SMALL」を、その翌月にはレギュラーサイズのカラーバリエーション品としてグレーカラーの「PITTA MASK GRAY」、2017年11月（一部販売店では2016年11月・2017年3月に先行発売）にレギュラーサイズのライトグレーカラーの「PITTA MASK LIGHT GRAY」、キッズサイズの「PITTA MASK KIDS COOL（ブルー・グレー・イエローグリーンの3色アソート）」、「PITTA MASK KIDS SWEET（ピンク・イエロー・サックスブルーの3色アソート）」の計3種、2018年10月にレギュラーサイズのカラーバリエーション品としてネイビーの「PITTA MASK NAVY」とカーキの「PITTA MASK KHAKI」、小さめサイズの3色アソートパックとして、サーモンピンク・ラベンダー・ベビーピンクで構成された「PITTA MASK SMALL PASTEL」、ライトグレー・ホワイト・ソフトベージュで構成された「PITTA MASK SMALL CHIC」の計4種、2019年10月にはレギュラーサイズ初の3色アソート「PITTA MASK PASTEL」、小さめサイズの3色アソート「PITTA MASK SMALL MODE」、KIDSサイズの白「PITTA MASK KIDS WHITE」が順次追加され、全13種が発売されている。2020年8月に抗菌加工が施され、洗える回数が3回から5回にアップ、パッケージデザインを変更。また、レギュラーサイズは白を「PITTA MASK REGULAR WHITE」とするなど、他のカラーを含めたすべての製品名に「REGULAR」を付記、小さめサイズの白を「PITTA MASK SMALL WHITE」に製品名を変更するリニューアルが行われた。
  - PITTA MASK 2.5 - 2014年2月発売。N95規格相当の特殊帯電フィルターを採用したプリーツ型マスクに顔とマスクにできる隙間をふさぐ隙間密着シールを同梱した1回使いきりタイプ。

## 関連会社
- 荒川長太郎株式会社[1]
- ニチエー株式会社
- 東海製薬株式会社

## 歴代CMタレント
- 吹石一恵（ノーシンアイ）※現役
- 桜井ユキ（オトナノーシンピュア）※現役
- 久間田琳加（ノーシンピュア）※現役
- 藤田ニコル（ノーシンピュア）
- トリンドル玲奈（ノーシンピュア）
- 南明奈（ノーシンピュア）
- 平山あや（ノーシンピュア）
- 安西ひろこ（ノーシンピュア）※同商品CMラストでチャイム代わりに言うフレーズ「ポンピ〜ン」の元祖[注釈 2]。
- 酒井法子（ノーシン）※薬物事件で降板。その際はアラクスがホームページで遺憾の意を示した。
- 坂井真紀
- 桜井幸子
- 中嶋美智代
- 田村英里子（ノーシン）
- 小松千春（ノーシンホワイト）
- 西田ひかる（ノーシンホワイト）※「私はいつでもナオリタガール」というフレーズの末尾が、当初のCMではネイティブな発音だったことが特徴[2]。
- 松本孝美（ノーシンホワイト）
- 川崎敬三（ノーシン）
- 神田正輝（ノーシン）
- 岩城徳栄
- 上田美恵
- 高橋恵子
- ピンクの電話（カイベールC）
- YURIMARI（カイベールC）
- 杉田かおる（ハーモン）
- 木内みどり（ハイタミン錠）
- ロビンマスク（PITTA MASK）
- ウォーズマン（PITTA MASK）※2015年より。

## テレビ提供番組
- おトラさん（KRT＝現：TBS系列。一社提供）
- 月曜9時ドラマ (TBS)（TBSテレビ）
- 海の野郎ども（フジテレビ系列。一社提供）
- 里見八犬伝（倉丘伸太郎主演版）（フジテレビ系列。一社提供）
- しろうと寄席（フジテレビ系列。1967年4月以降）
- 運命峠（関西テレビ制作・フジテレビ系列。1974年）
- 森田一義アワー 笑っていいとも!（東海テレビ）
- HEY!HEY!HEY! MUSIC CHAMP（フジテレビ系列、2012年10月以降）
- ビクター歌のパレード（日本テレビ系列。中期を一社提供）
- スターと飛び出せ歌合戦（よみうりテレビ制作・日本テレビ系列。1969年9月まで）
- 快快!高田病院へ行こう（中京テレビ制作・日本テレビ系列。1992年10月 - 1993年）
- 開運!なんでも鑑定団（テレビ愛知）

殆どが過去または番組終了であり、基本的にはスポットCM中心。